# Lady Samantha (album)
Elton John's Lady Samantha è un album raccolta del cantante britannico Elton John. Pubblicato il 13 ottobre 1980 in alcuni Paesi (ma pubblicato originariamente come musicassetta nel Regno Unito nel 1974, con copertina differente), contiene numerose B-sides e rarità della carriera dell'interprete.

## Tracce
1. Rock n Roll Madonna – 4:17
2. Whenever You're Ready (We'll Go Steady Again) – 2:51
3. Bad Side of the Moon – 3:15
4. Jack Rabbit – 1:50
5. Into the Old Man's Shoes – 4:04
6. It's Me That You Need – 4:04
7. Ho! Ho! Ho! (Who'd Be a Turkey at Christmas) – 4:02
8. Skyline Pigeon – 3:53
  - La versione del 1973, pubblicata come B-side di Daniel
9. Screw You (Young Man's Blues) – 4:43
10. Just Like Strange Rain – 3:43
11. Grey Seal (versione originale) – 3:36
12. Honey Roll – 3:00
13. Lady Samantha – 3:02
14. Friends – 2:20